# Hradište pod Vrátnom
Hradište pod Vrátnom je naseljeno mjesto u okrugu Senica u Trnavskom kraju u Slovačkoj. Naselje je 16 km udaljeno od Senice, glavnog grada okruga.

## Stanovništvo
| Godina:     | 1993. | 2003. | 2013.   | 2023.   |
| ----------- | ----- | ----- | ------- | ------- |
| Broj ljudi: | 700   | 707   | 650     | 661     |
| Razlika:    |       | +1 %  | -8,06 % | +1,69 % |

| Godina:     | 2022. | 2023.   |
| ----------- | ----- | ------- |
| Broj ljudi: | 658   | 661     |
| Razlika:    |       | +0,45 % |

Prema popisu stanovništva iz 2023. godine naselje je imalo 661 stanovnika.

## Vanjske poveznice
- Službena stranica (sl.)
- Krajevi i okruzi u Slovačkoj  Arhivirana inačica izvorne stranice od 8. veljače 2010. (Wayback Machine) (sl.)